# Gymnochthebius fischeri
Gymnochthebius fischeri är en skalbaggsart som först beskrevs av Deane 1931.  Gymnochthebius fischeri ingår i släktet Gymnochthebius och familjen vattenbrynsbaggar. Inga underarter finns listade i Catalogue of Life.